# Sony Ericsson W850i
Sony Ericsson W850i為索尼愛立信於2006年10月推出的第二部Walkman3G音樂手提電話，設有黑白兩種顏色。此外更備有200萬像素相機功能。長方形搭配四周圓弧設計，看起來簡單有形。此機種也是索愛第一款滑蓋式手機。

## 特色
W850i 內建最新版本的Walkman player 2.0音樂播放器，將手機音樂的檔案類型、播放清單、個別歌曲或音樂專輯的搜尋工作簡化不少。此外，新增的圖型化功能讓玩家體驗 W850i 更趨直覺化，同時也提供了完整的音樂曲目詳細資料與專輯封面影像。

## 內容
W850i有「動感音樂閃燈」，可隨著音樂節奏的變化點亮控制鍵。W850i支援空中音樂下載服務 (OTA)，可播放MP3、AAC、AAC+、eAAC+、MPEG4格式檔案，而且還隨機附贈1GB MS Pro Duo記憶卡，相當於可收藏 1000首eAAC+檔案的音樂。別以為只有如此，W850i 最高可擴充達4GB的容量，充分享受聆聽音樂的愉悅。
全新TrackID服務可讓玩家透過麥克風或手機內建的 FM 收音機錄製歌曲。更方便的是，W850i只要一個步驟，就可傳送檔案到Gracenote的音樂庫，而Gracenote會執行自動識別，然後再將曲目資訊傳回發送訊息的W850i。